# Cardanólida
La cardanólida, con fórmula C
23H
36O
2, es un esteroide, con una masa molecular de 344.531.